# Naruhisa Kitashirakawa
Le prince Naruhisa Kitashirakawa (北白川宮成久王, Kitashirakawa-no-miya Naruhisa-ō) 18 avril 1887 - 1er avril 1923, est le 3e chef de la branche collatérale Kitashirakawa-no-miya de la famille impériale du Japon.

## Jeunesse
Le prince Naruhisa est le fils du Prince Yoshihisa Kitashirakawa et de la princesse Tomiko. Après la mort de son père en novembre 1895 au cours de la première guerre sino-japonaise, le prince Naruhisa succède à son père comme chef de la maison Kitashirakawa-no-miya. Il est le frère du prince Tsunehisa Takeda et camarade de classe des princes Yasuhiko Asaka, Naruhiko Higashikuni et Fumimaro Konoe (pair). Naruhisa Kitashirakawa est diplômé de la 20e promotion de l'Académie de l'armée impériale japonaise avec le rang de sous-lieutenant en 1904 et de la 27e promotion de l'École militaire impériale du Japon avec le rang de colonel. Son domaine d'expertise est l'artillerie.

## Mariage de famille
Le 29 avril 1909, il épouse Fusako, Princesse Kane (1890–1974), septième fille de l'Empereur Meiji. Le prince et la princesse Kitashirakawa ont un fils et trois filles :
1. Prince Nagahisa Kitashirakawa (北白川宮永久王, Higashikuni Nagahisa-ō?) (1910–1940) épouse Sachiko Tokugawa
2. Princesse Mineko Kitashirakawa (美年子女王, Mineko Joō?) (1910-1970); épouse le vicomte Tanekatsu Tachibana
3. Princesse Sawako Kitashirakawa (佐和子女王, Sawako Joō?) (1913-2001); épouse le vicomte Motofumi Higashizono
4. Princesse Taeko Kitashirakawa (多惠子女王, Taeko Joō?) (1920-1954); épouse Yoshihisa Tokugawa.

## Fin tragique
Entre 1920 et 1923, le prince Naruhisa étudie la tactique militaire à l'École Spéciale Militaire de Saint-Cyr avec ses cousins Naruhiko Higashikuni et Yasuhiko Asaka. Cependant, le 1er avril 1923, il trouve la mort dans un accident automobile à Perriers-la-Campagne dans l'Eure à l'occasion duquel la princesse Kitashirakawa (qui a accompagné son mari à Paris) est gravement blessée et qui laisse le prince Asaka avec un boitement pour le reste de sa vie.
Une stèle en sa mémoire est érigé sur le lieu de l'accident à Perriers la campagne.
La princesse douairière Kitashirakawa devient une roturière le 14 octobre 1947 avec l'abolition des branches collatérales de la famille impériale japonaise par les autorités américaines d'occupation. L'ancienne princesse sert comme dépositaire et prêtresse du Ise-jingū jusqu'à sa mort le 11 août 1974.

## Galerie

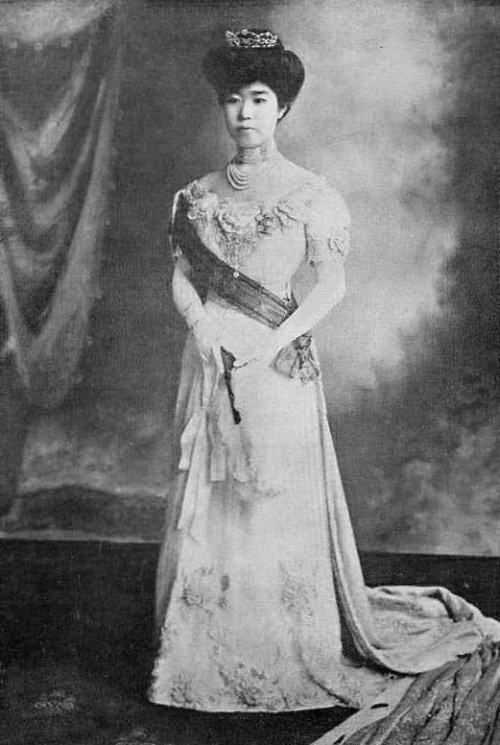
SAI Princesse Fusako.
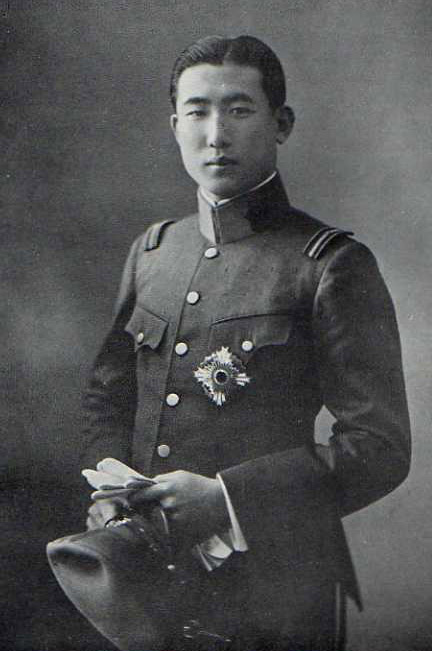
SAI Prince Nagahisa.
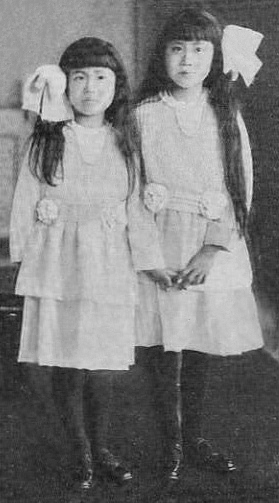
SAI Princesses Mineko et Sawako.
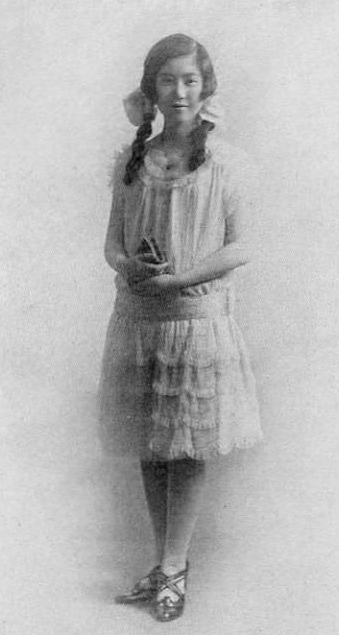
SAI Princesse Mineko.
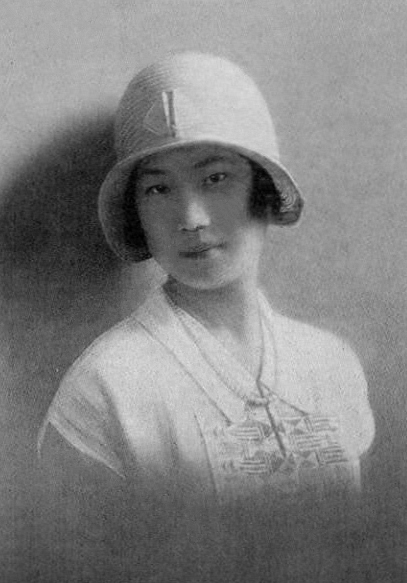
SAI Princesse Sawako.

## Source de la traduction
- (en) Cet article est partiellement ou en totalité issu de l’article de Wikipédia en anglais intitulé « Prince Naruhisa Kitashirakawa » (voir la liste des auteurs).